# Dentaa
Dentaa Amoateng, plus connue sous son nom de scène Dentaa, née en 1983, est une actrice, présentatrice de télévision, chanteuse ghanéenne.

## Parcours
Dentaa est née en 1983 à Juaso, dans la région Ashanti du Ghana, mais à l'âge de cinq ans, elle déménage avec sa famille au Royaume-Uni. Dès son plus jeune âge, elle aime se produire dans des pièces de théâtre et des concours de talents à l'école. Elle passe son GCSE, examen britannique de fin d'études secondaires, à la Walthamstow School for Girls et ses A-Levels (études des médias, sociologie et arts du spectacle) au Leyton Sixth Form College. Elle obtient ensuite un diplôme d'infirmière pédiatrique à la Buckinghamshire New University.
Entre la fin des années 1990 et le début des années 2000, Dentaa apparaît dans des séries télévisées britanniques telles que EastEnders, Holby City, Judge John Deed, Run Baby Run et Prime Suspect,.
En 2005, elle sort un album de gospel intitulé Wu Ye Nyame, grâce à Alordia Promotions et Goodies Music Production. L'album est diffusé sur les stations de radio ghanéennes et Dentaa soutient la sortie de l'album par une tournée mondiale.
En tant qu'actrice, elle apparaît dans des émissions de télévision britanniques, notamment EastEnders et Holby City, avant de passer à la présentation télévisée d'émissions britannique et du Ghana, dont le Dentaa Show et l'émission musicale de télé-réalité Mentor IV. Elle a également une brève carrière en tant que chanteuse, en sortant  un album de gospel en 2005, Wu Ye Nyame.
Elle s'emploie également à faciliter des synergies au sein de lacommunauté ghanéenne. En 2009, elle fonde le GUBA Awards  qui reconnaît les réalisations des personnes et organisations « qui contribuent positivement à la communauté ghanéenne du Royaume-Uni ou du Ghana ». En 2011, elle est nommée dans le Future 100 Awards en tant que jeune entrepreneuse sociale, de l'année pour son travail avec le GUBA. En 2016, elle est décorée de l'ordre de l'Empire britannique, par la reine Élisabeth II.

## Source de la traduction
- (en) Cet article est partiellement ou en totalité issu de l’article de Wikipédia en anglais intitulé « Dentaa » (voir la liste des auteurs).